# Лопес Давалос, Руй
Руй Лопес Давалос (исп. Ruy López Dávalos; 1357, Убеда — 6 января 1428, Валенсия) — кастильский дворянин, политик и военный, 2-й граф де Рибадео (1401—1423), занимавший должности коннетабля Кастилии (1400—1423) и главного аделантадо Мурсии (1396—1423).
После плодотворной жизни при кастильском дворе королей Кастилии Энрике III и Хуана II, его поддержка инфанта Энрике Арагонского и его последующее участие в перевороте в Тордесильясе стали причиной его падения в 1422 году. Лишенный всех владений, титулов и должностей, скончался в изгнании в Валенсии под опекой короля Альфонсо V Арагонского.

## Биография
Представитель рода Давалос, сын Диего Лопеса Давалоса и Каталины де Мендосы, правнук Лопе Фернандеса Давалоса, алькаида замка Убеда в начале XIV век при королем Кастилии Фердинанде IV. Родился в Убеде в 1357 году. Он получил обычное образование для дворян-кабальеро этого периода.
Он достиг славы и богатства к концу XIV века, получив должности главного аделантадо Мурсии в 1396 года и коннетабля Кастилии с 1400 года. Фаворит и доверенное лицо короля Кастилии Энрике III. Ему принадлежали сеньории Аренас-де-Сан-Педро, Колменар-де-Лас-Феррериас-де-Авила, Ла-Торре-де-Эстебан-Амбран, Ходар, Кастильо-де-Баюэла и Аркос-де-ла-Фронтера. 2 мая 1401 года Руй Лопес Давалос получил от короля Кастилии титул графа Рибадео. В период между 1395 и 1423 годами построил замок Аренас-де-Сан-Педро, а также большой дворец, который был снесен после его опалы. Также им был построен дворец Каса-де-Лас-Торрес в Убеде.

## Падение и изгнание
Во время малолетства короля Хуана II Кастильского Руй Лопес Давалос был верным сторонником инфанта Фернандо де Антекера и, после назначения его королем Арагона под именем Фердинанд I Арагонский, и его детей, инфантов Арагонских, особенно Энрике Арагонского. Его поддержка этого инфанта была причиной его падения в 1422 году. Руй Лопес Давалос был лишён должности коннетабля Кастилии, эту должность получил молодой придворный Альваро де Луна, правая рука Хуана II. Он поддержал заговор в Тордесильясе в июле 1420 года, когда инфант Энрике Арагонский взял в плен своего двоюродного брата Хуана II Кастильского и весь кастильский двор. Руй Давалос был обвинен в сделках с маврами, чтобы передать замок Ходор и казну, которая в нем хранилась, поэтому крепость была осаждена войсками короля.
Кастильский король Хуан II вынужден был вступить в брак в Авиле с инфантом Марией Арагонской, сестрой Энрике, но затем при поддержке Альваро де Луны смог освободиться от контроля своего двоюродного брата и коннстебля. Хуан II был доставлен в замок Талавера-де-ла-Рейна, откуда в ноябре 1420 года при поддержке Альваро де Луны он смог бежать и укрылся в замке Ла-Пуэбла-де-Монтальбан. Руй Лопес Давалос вместе с инфантой Каталиной, женой Энрике Арагонского, вынужден был бежать в королевство Арагон. Инфант Энрике Арагонский был взят в плен и заключен в замке Мора.
В 1423 году Альваро де Луна добился, чтобы король Хуан II Кастильский преследовал графа Руя Лопеса Давалоса по ложному обвинению в предполагаемых связях с мусульманами, чтобы лишить его имущества и титулов. На самом деле Альваро де Луна присвоил его титул и наследие. Руй Лопес Давалос никогда не вернулся и умер изгнанником в Валенсии, под опекой короля Альфонсо V Арагонского, 6 января 1428 года.

## Браки и дети
Руй Лопес Давалос был трижды женат. Его первой супругой была Мария Гутьеррес де Фонтеча, от брака с которой у него было трое детей:
- Педро Лопес Давалос и Фонтеча, женат на Марии де Хороско, сеньоре де Тамахон и Мансанеке
- Диего Лопес Давалос и Фонтеча, женат на Леонор де Айала и Кастаньеда, дочери Педро Лопеса де Айала и Гусмана эль Туэрто, 1-го сеньора де Фуэнсалида, и его жены Эльвиры де Кастаньеда
- Леонор Лопес Давалос и Фонтеча, сеньора де Иброс, муж — Мен Родригес де Бидма, 9-й сеньор де Бенавидес и 1-й сеньор де Сантистебан-дель-Пуэрто.

Он вступил во второй брак с Эльвирой Велес де Гевара и Фернандес де Айала, дочерью Бельтрана де Гевара, сеньора де Оньяте, от брака с которой у него были дети:
- Бельтран Лопес Давалос и Гевара
- Констанца де Гевара
- Эрнандо Лопес Давалос , сеньор Аркос-де-ла-Фронтера, женат на толедской даме Марии Каррильо Паломеке, оставив потомство.
- Менсия Давалос, замужем за Габриэлем Фернандесом Манрике, графом Осорно.

Он вступил в третий и последний брак с Констанцей де Товар, от которой у него было трое детей, в том числе:
- Иньиго Давалос и Товар (? — 1483), 1-й граф де Монтеодорисио
- Альфонсо Давалос и Товар (? — 1495), 4-й маркиз де Пескара
- Родриго Лопес Давалос и Товар , женатый на другой толедской леди, Марии Каррильо.

Одна из ветвей его потомков сформировала знатный южноитальянский род Авалос.